# Björn Ommer

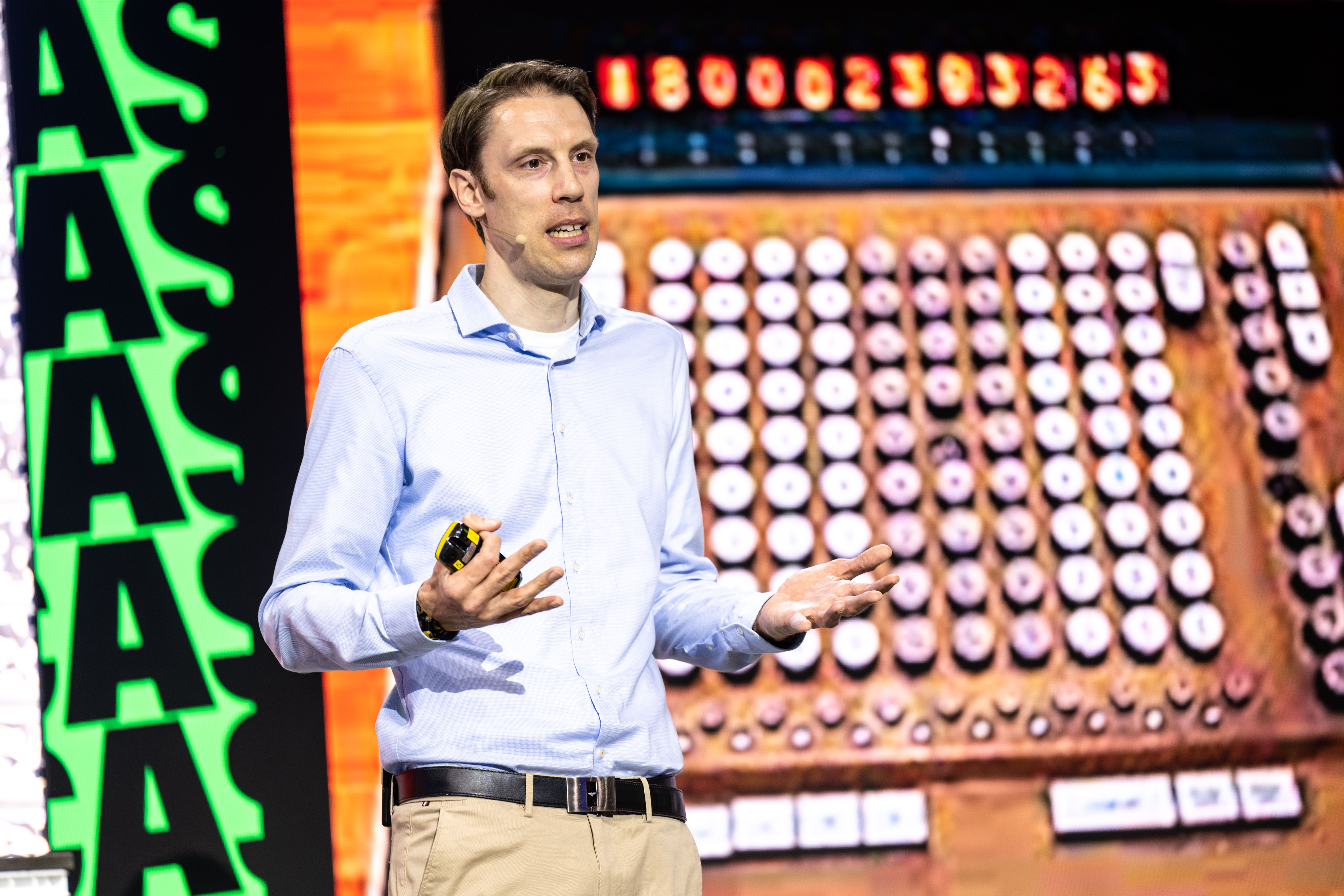
Björn Ommer (2023)

Björn Ommer (* 28. Oktober 1979 in Köln) ist ein deutscher Informatiker.

## Leben
Björn Ommer studierte Informatik und Physik an der Universität Bonn und wurde 2007 in Informatik an der Eidgenössischen Technischen Hochschule Zürich promoviert. Seine Dissertation Learning the Compositional Nature of Objects for Visual Recognition wurde mit der ETH-Medaille ausgezeichnet.
Nach einer ersten Stelle als Postdoktorand in Zürich wechselte er auf eine ähnliche Stelle an der Universität Berkeley in Kalifornien. Dort setzte er seine Arbeit im Bereich Computer Vision fort.
Im Jahr 2009 wechselte er nach Heidelberg für eine Anstellung als Juniorprofessor, später als Vollprofessor für Informatik am Heidelberg Collaboratory for Image Processing (HCI), wo er die Forschungsgruppe „Computer Vision“ sowie das Interdisziplinäre Zentrum für Wissenschaftliches Rechnen (IWR) leitete.
Die Forschungsgruppe befindet sich aktuell an der LMU München unter dem neuen Namen „Computer Vision & Learning“ (CompVis). Seit August 2021 ist Ommer Professor des neu eingerichteten Lehrstuhls „Artificial Intelligence for Computer Vision & Digital Humanities“ am Department Kunstwissenschaften zusätzlich zu seiner Professur an der Fakultät für Mathematik, Informatik und Statistik.
Er ist Mitherausgeber der Zeitschrift IEEE T-PAMI und war zuvor für Pattern Recognition Letters tätig. Sein Lehrstuhl hat die Generative KI Stable Diffusion entwickelt und veröffentlicht.
2024 wurde er mit dem Technologiepreis der Eduard-Rhein-Stiftung und dem Deutschen KI-Preis ausgezeichnet.

## Publikationen (Auswahl)
- Dissertation: Ommer, Björn. 2007, „Learning the Compositional Nature of Objects for Visual Recognition“, doi:10.3929/ethz-a-005506634
- Robin Rombach, Andreas Blattmann, Dominik Lorenz, Patrick Esser, Björn Ommer. 2022, „High-Resolution Image Synthesis with Latent Diffusion Models“ (Stable Diffusion), doi:10.48550/arXiv.2112.10752